# Trung tâm Hòa bình Nobel

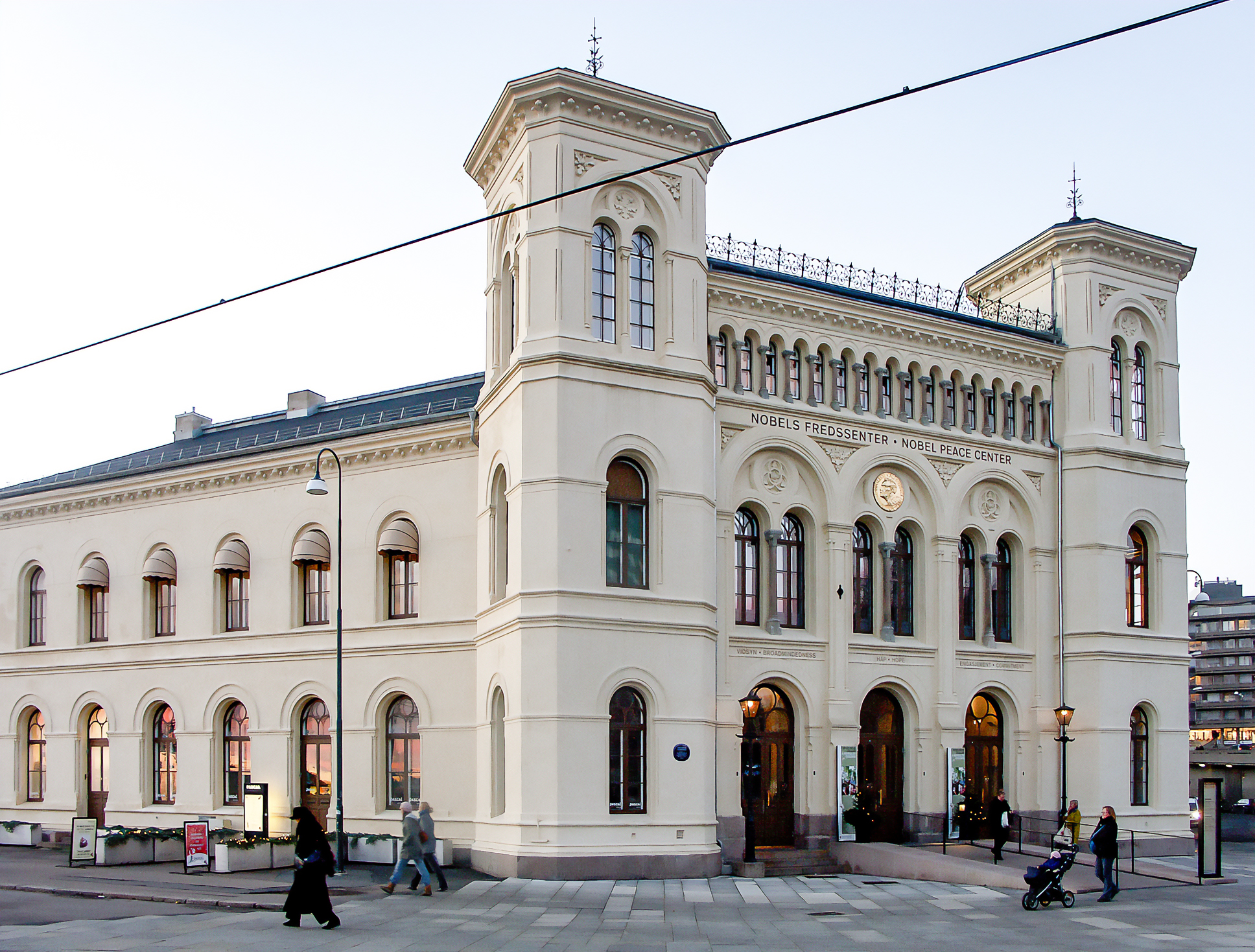
Trung tâm Hòa bình Nobel ở Oslo

Trung tâm Hòa bình Nobel (tiếng Na Uy: Nobels Fredssenter) là một trung tâm phụ trách về giải Nobel Hòa bình của Na Uy, được quốc hội Na Uy (Stortinget) quyết định thành lập năm 2000 và khai trương năm 2005.
Trung tâm Hòa bình Nobel cung cấp các thông tin về Alfred Nobel, giải Nobel Hòa bình, những người đoạt giải Nobel Hòa bình, các xung đột hiện nay trên thế giới cùng các nỗ lực kiến tạo hòa bình, thông qua các tài liệu, các cuộc triển lãm, các buổi nói chuyện, các cuộc hội thảo cùng các hoạt động khác, dành cho cả người lớn và trẻ em.
Ban lãnh đạo Trung tâm này do Ủy ban Nobel Na Uy bầu chọn. Trung tâm nằm trong tòa nhà chính của Nhà ga xe lửa phía tây cũ (Vestbanestasjonen), gần Tòa thị chính Oslo.
Trưởng ban quản trị Trung tâm hiện nay là Geir Lundestad, và giám đốc là Bente Erichsen.

## Khai trương
Trung tâm Hòa bình Nobel được vua Harald khai trương ngày 11.6.2005. Hiện diện trong buổi lễ khai trương này – ngoài vua Harald – còn có vua Carl Gustav XVI, hoàng hậu Silvia, công chúa nối ngôi Victoria của Thụy Điển, hoàng hậu Sonja của Na Uy, hoàng thái tử Na Uy Haakon và vợ là công chúa Mette-Marit.
Các diễn giả trong buổi lễ khai trương là thủ tướng Na Uy thời đó Kjell Magne Bondevik; trưởng ban quản trị Trung tâm Hòa bình Nobel Geir Lundestad, trưởng ban quản lý Quỹ Nobel Marcus Storch và người đoạt giải Nobel Hòa bình năm 2004 Wangari Maathai. Tất cả các diễn giả đều được trưởng ban giải Nobel Ole Danbolt Mjøs giới thiệu.
Wangari Maathai đã phát biểu:
| “ | Khi bạn đi qua các phòng của Trung tâm Hòa bình Nobel và nghĩ tới các người nam cũng như nữ, đã được vinh danh qua các năm trước đây, thì bạn sẽ thấy rõ tư tưởng, ước mơ và hy vọng của chính mình. Mọi người đều có một phần được phản ánh ở đây. Khi bạn thấy các mời gọi và các khả năng, thì bạn cũng được gợi ý để làm điều mà bạn có thể làm, để thế giới của chính bạn trở nên một nơi hòa bình hơn. | ” |

Lễ khai trương Trung tâm Hòa bình Nobel cũng là một phần trong dịp lễ chính thức kỷ niệm 100 năm ngày giải thể Liên minh giữa Thụy Điển và Na Uy.